# رينيه همفري
رينيه همفري (بالإنجليزية: Renee Humphrey)‏ هي ممثلة أمريكية، ولدت في 27 يناير 1975 في سان ماتيو في الولايات المتحدة.

## وصلات خارجية
- رينيه همفري على موقع IMDb (الإنجليزية)
- رينيه همفري على موقع ألو سيني (الفرنسية)
- رينيه همفري على موقع أول موفي (الإنجليزية)
- رينيه همفري على موقع قاعدة بيانات الأفلام السويدية (السويدية)
- رينيه همفري على موقع قاعدة بيانات الفيلم (الإنجليزية)
- رينيه همفري على موقع كينوبويسك (الروسية)